# Barquinha
Barquinha (en español 'pequeña barca') es una línea de sistemas religiosos sincréticos de base cristiana fundada en el estado de Acre en 1945 en Brasil. Fue fundado por el marañense Daniel Pereira de Matos, conocido como Fray Daniel. Es una línea tradicional religiosa en Brasil de uso de preparaciones con base en plantas como la ayahuasca (Banisteriopsis caapi) y la chacruna (Psychotria viridis), junto con Santo Daime y União do Vegetal.

## Historia
Daniel Pereira de Matos, fundador de la Barquinha, nació en 1888, en el estado de Maranhão, en el municipio de São Sebastião da Vargem Grande, a 170 km de São Luís. Pereira fue marinero varios años, llegando a Acre por primera vez en 1905 en el navío Benjamin Constant y luego asentándose allí en 1907. Era un hombre diestro en varias profesiones como armador, carpintero, ebanista, albañil, artesano, poeta, zapatero, panadero, cocinero, músico, barbero y sastre. También tocaba varios instrumentos musicales como el violín, la trompeta, la guitarra y el clarinete.
En 1938, Pereira trabajaba como barbero y guitarrista al mismo tiempo que llevaba una vida bohemia en Río Branco en Acre. Fue abandonado por su esposa Maria Viegas y sus hijos, y enfermó por alcoholismo. En ese momento es cuando recibe un tratamiento de Raimundo Irineu Serra, fundador del Santo Daime. Desde ese momento, Pereira se convirtió en seguidor y amigo del Mestre Irineu. Después de un tiempo Pereira tuvo una visión en donde aparecen ángeles que descienden del cielo trayendo un libro. A partir de esta visión, el Mestre Irineu alienta a Pereira a iniciar una labor espiritual propia. En 1945, Daniel obtiene un terreno en el actual vecindario de Vila Ivonete en Río Branco en donde funda la Barquinha, e Irineu le proporciona daime (nombre que la ayahuasca tiene en estas tradiciones).
Desde 1945 hasta la actualidad, debido a la disidencia y ramificaciones, han surgido varias comunidades en torno a esta línea religiosa. Existen comunidades de Barquinha en Río Branco, Niterói en Río de Janeiro y Brasilia en el Distrito Federal.

## Características
En el contexto de las religiones ayahuasqueras brasileñas, Barquinha se distingue de las otras por la exuberancia de su sistema simbólico, la presencia expresiva de prácticas mediúmnicas y elementos de las religiones afrobrasileñas, y su vida ritual muy intensa.
Es el único grupo de estos tres en el que no existen doctrinas que confieran aspectos sobrenaturales a su maestro fundador. También es el único donde no se bebe ayahuasca en todos los rituales, y que tiene asiduos que no toman la decocción y no son miembros del grupo.